# Lucía Gil
Lucía Gil Santiago (pronuncia spagnola [lu´θia ɣil]) (Madrid, 29 maggio 1998) è una cantante e attrice spagnola.

## Biografia
Lucía Gil inizia la sua carriera a sette anni con il concorso "Veo Veo", di cui vinse 3 edizioni, inoltre è conosciuta per aver vinto la prima edizione della versione spagnola di My Camp Rock su Disney Channel nel 2009 quando aveva solo 11 anni. 
Lucia poi ha inciso un singolo con Ismael Garcia, Blanca Navidad, grazie al quale è entrata nelle Star Disney. È stata protagonista in alcune serie come Gran Reserva e La gira (versione spagnola di In Tour).
Lucia iniziò a girare video nei quali interpretava canzoni di altri artisti e da allora si appassionò di musica.
Infatti nel 2013 pubblica il suo primo album Mas Allà Del Pais De Las Princesas dal quale estrae i singoli Perdiì La Apuesta e Hoy Vuelvo A Empenzar.
In Italia è conosciuta per aver interpretato Lena nella serie Disney Violetta, nella quale fu confermata per tutte e tre le stagioni come personaggio secondario.
Inoltre ha ottenuto il ruolo di Carmen nella serie Disney The Avatars, dove interpreta una blogger di successo spagnola che fa concorrenza con una delle protagoniste della serie, innamorata di JP.
Nel 2014 ottiene il ruolo principale in XQEsperar e XQEsperar2, per il quale farà una versione di Hoy Vuelvo A Empenzar.
Dal 2015, è la protagonista della serie televisiva per adolescenti Lana, fashion blogger (Yo Quisiera), in onda su Divinity. Sempre nello stesso anno, pubblica un nuovo singolo Rota, grazie al quale si guadagna una nominaton ai "Melty Future Awards" e ai "Nikedelodeon Awards".

## Discografia

### Album
| Titolo                             | Dettagli | Posizione massima |
| Titolo                             | Dettagli | SPA               |
| ---------------------------------- | --- | ----------------- |
| Más allá del país de las princesas | - Pubblicazione: 25 novembre 2013 - Etichetta: Lugilator Records / Boa Music - Formato: CD, download digitale | 45                |

### Colonne sonore (con il gruppo Pop4U)
| Titolo                                                       | Dettagli | Posizione massima |
| Titolo                                                       | Dettagli | SPA               |
| ------------------------------------------------------------ | --- | ----------------- |
| La gira - Titolo inglese: La Gira Season 2 (Spanish Version) | - Colonna sonora alla serie La gira di Disney Channel Spagna - Pubblicazione: 12 o 13 marzo 2012 - Etichetta: Walt Disney Records / EMI Music Spain S.A. - Formato: CD, download digitale | 12                |